# Метт Готрел
Метт Готрел (англ. Matt Gotrel, нар. 1 березня 1989) — британський веслувальник, олімпійський чемпіон 2016 року, дворазовий чемпіон світу.

## Виступи на Олімпіадах
| Олімпіада           | Дисципліна | Місце |
| ------------------- | ---------- | ----- |
| Ріо-де-Жанейро 2016 | вісімки    | 1     |